# زلزال بم 2003
زلزال بَم هو زلزال ضرب مدينة بم الواقعة في شرق محافظة كرمان الإيرانية في صباح يوم 26 ديسمبر 2003، بلغت قوة الزلزال 6.6 على مقياس رختر.
خلف الزلزال حسب الإحصائيات الرسمية نحو 42,000 قتلى و 50,000 من الجرحى فيما ترك 10,000 شخص بلا مأوى، وبالرغم من ذلك فإن العدد الحقيقي للضحايا أعلى من ما صرحت به المصادر الحكومية، دمر ما يقارب من 90% من منشئات المدينة فيما دمرت قلعة بم الأثرية التي يزيد عمرها عن 2,500 سنة.